# Вільям Роберт Огілві-Грант
Вільям Роберт Огілві-Грант (англ. William Robert Ogilvie-Grant; 25 березня 1863 — 26 липня 1924) — британський орнітолог.

## Біографія
Народився 1863 року у родині шотландських аристократів. Здобував освіту в підготовчій школі Каргілфілд та коледжі Феттес в Единбурзі, де вивчав зоологію та анатомію.
У 1882 році він став асистентом у Музеї природознавства. Він вивчав іхтіологію під керівництвом Альберта Гюнтера, а в 1885 році переведений на тимчасове керівництво орнітологічною секцією під час візиту Річарда Боудлера Шарпа до Індії. Він залишився в цьому відділі, і зрештою став куратором птахів з 1909 по 1918 роки.
Він також змінив Боудлера Шарпа на посаді редактора Бюлетеня Клубу британських орнітологів — посаду, яку він обіймав з 1904 по 1914 рік.
Огілві-Грант здійснив багато дослідницьких мандрівок, особливо до Сокотри, Мадейри та Канарських островів.
На його честь названо вид гекона Hemidactylus granti, який є ендеміком Сокотри.

## Особисте життя
Огілві-Грант одружився з Мод Луїзою, дочкою адмірала Марка Роберта Печелла. У них був син і три дочки. Син Марк Огілві-Грант був дипломатом і ботаніком, а також членом клубу «Яскравих молодих людей». Старша дочка, Елеанора (1892—1956), була бабусею по материнській лінії (Керолайн) Джейн Бойтлер, дружини політика Алана Кларка.